# Mimosa calliandroides
Mimosa calliandroides är en ärtväxtart som beskrevs av Frederico Carlos Hoehne. Mimosa calliandroides ingår i släktet mimosor, och familjen ärtväxter. Inga underarter finns listade i Catalogue of Life.